# Westfriedhof (stacja metra)
Westfriedhof – stacja metra w Monachium, na linii U1. Stacja została otwarta 24 maja 1998.